# Gilbert Pélissier
Pour les articles homonymes, voir Pélissier.
Gilbert Pélissier, né le 27 octobre 1924 à Paris et mort le 19 avril 2013 à Rivière-sur-Tarn, est un peintre expressionniste français. Titulaire d'un atelier proche de celui de Nicolas Schöffer,  concepteur et plasticien hongrois, de quelques années son aîné, il fait partie du collectif des artistes de la Villa des Arts à Paris, comprenant soixante ateliers de peintres, de sculpteurs, de photographes et  architectes . 
Gilbert Pélissier commence à travailler dans les années 1955. Réalisant des tableaux à thèmes aussi bien que des pièces uniques, il effectue tout au long de sa vie, des recherches picturales selon des orientations multiples et personnelles dont le caractère fondamental se résume en un mot : s'exprimer. Après la littérature, par laquelle il a d'abord commencé sa carrière artistique, la peinture devient pour lui un mode d'expression attitré. Il conçoit d'abord une peinture gestuelle, suivant une inspiration le plus souvent musicale, dans un style de plus en plus coloriste où la composition s’impose rapidement comme une forme d'expressionnisme abstrait. Suivant une optique évolutive, la peinture permet à l'artiste de passer progressivement à un structuralisme géométrique, en abordant aussi parfois le paysage selon une approche dont l'idée dominante reste la transparence et la surimpression.
Son œuvre de se conjugue selon plusieurs séries qui s'articulent schématiquement ainsi :
- 1960 : période gestuelle
- 1970 : les Grilles de lectures
- 1980 : les Perspectives spatiales
- 1990 : la série de la Condition animale
- 1995 : les Verticalités

## Biographie
Né à Paris le 27 octobre 1924, d'un père ingénieur et d'une mère confectionniste, élevé dans la religion catholique, il pense d'abord à devenir prêtre missionnaire, mais il est détourné de la foi à la suite d'une déconvenue amoureuse. Adolescent au début de la seconde guerre mondiale, il trouve refuge dans une maison familiale à Ville-d'Avray. À la signature de l'armistice, il reprend ses études au lycée Pasteur de Neuilly dans lequel enseigne Jean-Paul Sartre. Il est en classe avec l'écrivain Roger Nimier qui retracera plus tard l'atmosphère de l'occupation allemande dans ses romans. Durant sa scolarité, il côtoie un peu Jean-Bertrand Pontalis. Après des études de droit, qu'il abandonne assez vite, Gilbert Pélissier commence sa carrière artistique par les lettres.

## Années 1950
À la fin de la guerre, et il donne lecture de ses premiers poèmes au Lapin agile de Montmartre (lieu de rencontre autrefois incontournable des peintres et des poètes). À cette époque, il vit seul dans une petite chambre sous les toits, rue Jean-de-Beauvais dans le Quartier latin de Paris. 
Il fréquente le Saint-Germain-des-Prés de l'époque où deux de ses amis peintres l'emmènent écouter du jazz. L'année précédente, il a commencé d'écrire son journal dans lequel il confesse :

« J'ai la tête emplie des problèmes que pose la peinture. Dans la rue, je me surprends à voir en peintre, à délimiter un sujet, à remarquer la tache intéressante. C'est que la peinture tient la place du côté physique dont je suis privé et même dans la création de cette adhésion brute à la matière malléable, de cette intrusion moins sournoise et plus oublieuse de soi que celle qu'exige la littérature. »

— 25 octobre 1953.
Faute de trouver une théorie de l'art qui le contente, il rencontre bientôt une comédienne dont il s'amourache, et qui l'encourage à faire du théâtre. Il est engagé en tant que comédien et assistant metteur en scène par Pierre Franck, futur directeur du Théâtre de l'Atelier, puis du Théâtre Hébertot. Il jouera ainsi en tournée en France et à l'étranger : Molière, Paul Valéry, Jean Anouilh et Albert Camus aux côtés de Danièle Darrieux, Jean Topart et Muni, suivant les tournées du Grand Ballet du Marquis de Cuevas, grand organisateur de spectacles costumés de l'époque.
Il rencontre personnellement Paul Valéry et Jean Cocteau, est reçu par Jean Paulhan et Roger Grenier, croise Henry de Montherlant, écrit à Albert Camus qui lui répond une lettre aimable. Son expérience théâtrale lui donnera plus tard envie d’écrire des pièces en un acte ou en quelques tableaux : L'Interlocuteur valable (1969), Classe tourisme (1970), L'Héautontimorouménos (1983), L'Invitation (2004). Il s'essaie aussi à plusieurs reprises au roman, Equinoxe 49 (1949), Le Naufrage du Janus (1960), Dominique Inkermann (1983), et laisse derrière lui de nombreuses nouvelles inédites, certaines rassemblées en recueil : Les Autochtones, Portrait en buste de Pascaline, ainsi que des Dialogues inachevés.
Il travaille durant quelques années en tant que représentant en librairie, puis pour le compte des éditions Vilo avant de trouver une place de maquettiste pour une revue de mode, activité qu'il exerce à temps partiel. Encouragé par l'exemple de deux de ces amis peintres, il se décide pour la peinture.  
« L'art est la recherche de la spontanéité véritable par les moyens les plus réfléchis. »
- (Journal, 2 juin 1956).

## Années 1960
Il se marie en 1960 avec une employée de la fonction publique qui lui donnera un fils. La famille trouve à s’installer à la Villa des Arts, dans un atelier d’artiste au pied de la butte Montmartre où il travaillera durant plus de cinquante ans. Dans ce lieu prestigieux classé aujourd'hui monument historique, où Eugène Carrière fit autrefois le portrait de Paul Verlaine et où travaillèrent Corot,  Auguste Renoir, Paul Cézanne, Paul Signac, et Louis Marcoussis, il trouve un véritable espace de travail, dans un milieu intellectuel et artistique, favorable à l'émulation créatrice.Durant cette période de libération artistique, commence pour lui un mode d'expression plus gestuel et  lyrique, qui rejoint l'esprit de la calligraphie asiatique, dont les mouvements suivent dans une certaine mesure le graphisme, sur l'influence d'une musique de tradition tibétaine, inspirée par la philosophie zen, ou encore celle du free jazz. 
Il expose pour la première fois à la Galerie Denise Soulanges en 1962.
Son interprétation de l'abstraction, repose sur deux constantes : un attachement pour la peinture traditionnelle et un goût prononcé pour l'innovation. Ce rapport de tension ainsi établie, place le peintre devant un défi à relever qui motive l'utilisation de toutes les techniques. Aussi pourrait-on dire que plusieurs idées entre classicisme et modernisme s'affrontent en lui. Sur la toile, le combat s'exprime entre le premier et le second plan, entre la surface et la profondeur. La surface n'est plus le seul objet évident vers lequel se pose le regard, elle contient une autre forme ou un autre volume qui doit être mis en valeur, ou seulement évoqué. La vie est en mouvement, il faut donc que le mouvement soit. Mais il ne s'oppose pas à toute référence impressionniste.                                

## Années 1970
Sa peinture va  donc s'intellectualiser progressivement dans les années 1970. Après la lecture d'un livre du professeur Henri Laborit : La Nouvelle Grille, dans lequel le professeur expose une théorie concernant les codes de conduite et leur mode de déchiffrement, l'artiste reprend cette idée et en l'illustrant à l'aide d'un procédé de superpositions des couleurs, d'abord recouvertes puis révélées ensuite par arrachage d'adhésifs, dévoilant une trame stricte composée de petits rectangles découpés.    
Sur le plan musical, ses goûts changent aussi, Olivier Messian, Luciano Berio, et la musique électro-acoustique accompagnant souvent son travail. Dès 1968, il développe ce principe de fragmentation faisant transparaître les étapes successives de son travail sur la toile. Prenant pour base le carré ajouré, le peintre s'oriente vers les structures géométriques aux quadrillages polychromes qui le font connaître au Salon d'Automne et au salon des Réalités Nouvelles en 1972 et 1975.      
Loin de tout académisme, l'œuvre de Gilbert Pélissier possède donc les caractéristiques du pluralisme artistique qui font de lui un peintre moderne. Mais contrairement aux peintres dits suprématistes, il prouve que l'abstraction peut être signifiante. 1978 déjà, dont le titre traduit peut-être une certaine angoisse, montre un exemple d'un mouvement projeté, comme sur une toile de cinéma, où s'affrontent deux plans de perceptions décentrés, celui du plan et celui du volume.
Durant une quinzaine d'années, il conserve cette technique particulière en le faisant évoluer dans la forme et dans l'esprit, l'adaptant à d'autres thèmes originaux, tels que l'hyper-espace (l'infiniment grand), ou au macrocosme génétique (l'infiniment petit), utilisant parfois des matériaux industriels pour ses réalisations.

## Années 1980
Artiste polyvalent, il s'essaiera également à la photographie en noir et blanc, puis en couleurs. C'est en prenant des clichés à travers une grille, du haut du clocher de l'église Saint Marco à Venise, qu'il aura l'idée de montrer cette structure en perspective dans les années 1980. Il utilisera alors ce modèle apposé sur divers décor, le plus souvent des vues de la planète terre, ce qui donnera lieu à la production en série des "Perspectives spatiales". À partir de ces années, influencé par son ami Férit Iscan, professeur à l'école des Beaux-Arts de Paris, et par ailleurs peintre paysagiste avec lequel il collabore à une publication sur la façon de composer un tableau par collage, il commence à peindre quelques paysages, évocations des vallées et des montagnes de l'Aveyron où il séjourne durant l'été. Il applique ainsi ses grilles perspectives en distorsions, sur certaines de ses représentations figuratives.

## Années 1990
Vers le milieu des années 1990, il découvre l’utilisation de brosses à pinceaux multiples dont il se servira durant près de vingt ans, pour tracer de longues sinuosités courbes, travaillant toujours par superpositions avec d'autres trames répétitives, à travers lesquelles il voit l'évocation séquentiel du génie génétique, créant ainsi un mode d'intérêt nouveau en peinture que l'on pourrait appeler "la peinture scientifique".  Il illustrera ainsi le paradoxe E.P.R. mis en valeur par Einstein, Podolsky et Rosen, concernant la situation de deux particules observées en déplacement dans l'espace-temps.En cela, on peut dire qu'il se rapproche des travaux de Nicolas Schöffer, et de son univers tramé dans l'idée d'un art combinatoire, et d'une représentation des espaces coïncidants.
Parallèlement, il s'attachera aussi à confectionner des collages et des assemblages, utilisant pour cela des matériaux de récupération, suivant une idée utilisée par Armand et que la société de consommation finira, elle aussi, par mettre en application par le recyclage. Il choisit en particulier de travailler avec le carton des boîtes de papier photographiques des laboratoires professionnels Dupont, dont il utilisera le format et le papier noir comme fond. Il travaille aussi avec d'autres supports plus petits sur bois, ou aggloméré.

## Années 2000
À l'approche de l'an 2000, le peintre entreprend la réalisation de grands formats carrés qui l'accapareront durant dix années, représentants le plus souvent de grands axes décentrés, (symboles de repères cartésiens), rejoignant la géométrie spatiale. Stimulant l'imagination ou la contemplation simple, ils peuvent être vus soit isolément, soit comme une suite de variations sur le thème de l'intersection, de la conjonction coordonnée, ou de la coïncidence, exprimant à la fois ce qui divise et ce qui rattache un domaine à un autre. La peinture a saisi les mouvements de l'air et figé l'écoulement du temps. Il retrouve, dans ses vieux jours, la familiarité de la peinture traditionnelle à l’huile.
Il meurt en avril 2013 en maison de repos, des suites de la maladie d'Alzheimer.
L'ensemble de l'œuvre de Gilbert Pélissier fait l'objet d'une dispersion nationale par l'intermédiaire de donations privées.

## Articles de presse
- La Galerie, décembre 1972
- Combat, 1er janvier 1973
- Le Nouveau Journal, 13 janvier 1973
- Le Monde, 20 septembre 1975
- Le Mois à Caen, no 163, novembre 1978 et no 164, décembre 1978

## Publications
- Ferit Iscan, Comment composer un tableau par collage, assemblage et relief, Bordas, 1985.
- Revue Réalités secrètes no 7, Rougerie, 1960.
- Revue L'Arc no 91-92, 1984.
- Guide Emer de l'art contemporain, 1995-1996.
- Intersections, s.e., 2010. Dépôt légal Bnf.